# Ziggy Stardust: The Motion Picture
Ziggy Stardust: The Motion Picture — концертний альбом Девіда Боуї, саундтрек до однойменного документального фільму. Музика була записана на шоу в Hammersmith Odeon 3 липня 1973 року, але лейбл RCA Records випустив платівку лише в 1983 році. До цього альбом існував у вигляді аудіо- бутлег, зокрема, відомий під назвою His Masters Voice — Bowie and the Spiders From Mars 'Last Stand.
Записом на альбомі стало фінальне шоу, яке Боуї виконував в амплуа Зіггі Стардаста. Саме перед завершальною піснею Боуї оголосив: «З усіх шоу цього туру, це шоу особливе і залишиться з нами найдовше, тому що це не тільки останнє шоу туру, це — останнє шоу, яке ми будемо коли-небудь робити. Спасибі». Багато хто з глядачів дійсно вважали, що Боуї вирішив покинути музичну кар'єру.

## Виробництво
Донн Алан Пеннібейкер зняв цей концерт. RCA записала його з наміром випустити концертний альбом. Однак проєкт було відкладено з кількох причин, серед яких було бажання Боуї залишити Зіггі позаду, і низька якість записів. Думаючи про те, що RCA рано чи пізно випустить цей матеріал, Девід Боуї і його продюсер Тоні Вісконті заміксувати записи в 1981 році. Цю роботу гостро критикували, хоча Вісконті описує її як «скоріше рятувальну роботу, ніж художній твір», з огляду на стан вихідного матеріалу.
Альбом випустили в жовтні 1983 року як саундтрек до документального фільму Донна Пеннібейкера. Через обмеження формату запису LP в альбомі були опущені, скорочені або змінений порядок деяких елементів. Трек «White Light / White Heat» був випущений як сингл у листопаді 1983 року.

## Список композицій
Всі пісні написані Девідом Боуї, за винятком зазначених:
1. «Hang on to Yourself» — 2:55
2. «Ziggy Stardust» — 3:09
3. «Watch That Man» — 4:10
4. «Wild Eyed Boy From Freecloud» — 3:17
5. «All the Young Dudes / Oh! You Pretty Things» — 3:18
6. «Moonage Daydream» — 6:17
7. «Space Oddity» — 4:49
8. «My Death» (Жак Брель, Морт Шуман) — 5:45
9. «Cracked Actor» — 2:52
10. «Time» — 5:12
11. «Width of a Circle» — 9:35
12. «Changes» — 3:35
13. «Let's Spend the Night Together» (Мік Джаггер, Кіт Річардс) — 3:09
14. «Suffragette City» — 3:02
15. «White Light / White Heat» (Лу Рід) — 4:06
16. «Rock 'n' Roll Suicide» — 4:20

### 30th Anniversary (двухдисковое ювілейне перевидання) (2003)

#### Диск 1
1. «Intro» (включає також дев'яту симфонію Бетховена — аранжування і виконання Венді Карлоса) (Людвіг ван Бетховен)   — 1:05
2. «Hang on to Yourself» — 2:55
3. «Ziggy Stardust» — 3:19
4. «Watch That Man» — 4:14
5. «Wild Eyed Boy From Freecloud» — 3:15
6. «All the Young Dudes» — 1:38
7. "Oh! You Pretty Things " — 1:46
8. «Moonage Daydream» — 6:25
9. «Changes» — 3:36
10. «Space Oddity» — 5:05
11. «My Death» (Жак Брель, Морт Шуман) — 7:20

#### Диск 2
1. «Intro» (включає також увертюру з опери «Вільгельм Тель» (Джоакіно Россіні) — 1:01
2. «Cracked Actor» — 3:03
3. «Time» — 5:31
4. «The Width of a Circle» — 15:45
5. «Let's Spend the Night Together» (Мік Джаггер, Кіт Річардс) — 3:02
6. «Suffragette City» — 4:32
7. «White Light / White Heat» (Лу Рід) — 4:01
8. «Farewell Speech» — 0:39
9. «Rock 'n' Roll Suicide» — 5:17

## Учасники записів

### Музиканти
- Девід Боуї — гітара, вокал, саксофон, губна гармоніка
- Мік Ронсон — соло-гітара, бас, бек-вокал
- Тревор Болдер — бас
- Мік Вудменсі — ударні
- Майк Гарсон — фортепіано, меллотрон, орган
- Кен Фордхем — альт, тенор і баритон саксофони
- Джон Хатчінсон — ритм-гітара, бек-вокал
- Брайан Вілшоу — тенор саксофон, флейта
- Воррен Піс — бек-вокал, перкусія

### Технічний персонал
- Девід Боуї, Майк Моран — продюсування і міксування концертного запису
- Кен Скотт — звукоінженер
- Девід Боуї, Тоні Вісконті, Брюс Тергесон — міксування (2003)

## Хіт-паради

### Альбом
| рік  | Хіт парад                               | Вища позиція |
| ---- | --------------------------------------- | ------------ |
| 1983 | Сполучені Штати Америки UK Albums Chart | 17           |
| 1983 | Велика Британія Billboard Pop Albums    | 89           |